# Liparis dennyi
Espèce
Liparis dennyi est une espèce de poissons de la famille des Liparidae (espèces généralement appelées limaces de mer).

## Répartition
Liparis dennyi est un poisson marin qui se rencontre dans le Pacifique Est, de l'Est des îles Aléoutiennes jusqu'au détroit de Puget (État de Washington). D'autres zones semblent être discutables comme l'Ouest des îles Aléoutiennes, la mer de Béring ou encore Sakhaline. Il est présent entre 73 et 225 m de profondeur.

## Description
La taille maximale connue pour Liparis dennyi est de 305 mm. Sa coloration est brun jaune, plus clair sur la face ventrale et présente de petites taches brunes.

## Étymologie
Son nom spécifique, dennyi, lui a été donné en l'honneur de Charles L. Denny de Seattle et ce en reconnaissance de son intérêt pour les sciences naturelles.

## Publication originale
- (en) David Starr Jordan et Edwin Chapin Starks, « The Fishes of Puget Sound », Proceedings of the California Academy of Science, San Francisco, Inconnu, vol. 5,‎ 14 décembre 1895, p. 785-852 (ISSN 0068-547X, OCLC 4855490, LCCN 03021842, DOI 10.5962/BHL.TITLE.14765, lire en ligne).